# El expósito (película de 1940)
El expósito (en ruso: Подкидыш, romanizado: Podkidysh) es una comedia dramática de 1940 dirigida por Tatiana Lukasajévich. La película fue una producción de Mosfilm basada en el guion de Rina Zelyonaya y Agnia Bartó y se estrenó el 27 de enero de 1940. Fue una de las primeras películas familiares rusas. Originalmente en blanco y negro, se reprodujo en color en 2010.
La película se centra en una curiosa niña de cinco años que se embarca en una serie de desventuras a través de Moscú después de alejarse de casa, lo que lleva a un grupo diverso de personas a buscarla.

## Argumento
La película se centra en una niña de cinco años, Natasha (Veronika Lebedeva), que queda al cuidado de su hermano mayor, Yura, mientras su madre (Olga Zhizneva) se va al campo a alquilar una casa de verano para la familia. Yura, esperando a sus amigos, le promete medio en broma a Natasha que le "arrancará la cabeza" si no duerme hasta que llegue la criada, Arisha (Rina Zelyonaya). Mientras los pioneros discuten asuntos sociales en la habitación de al lado, Natasha se escabulle para dar su primer paseo independiente por la ciudad. A lo largo del día, Natasha se encuentra en una serie de aventuras. Primero termina en un jardín de infantes, donde un cuidador intenta sin éxito descubrir el apellido y la dirección de la niña. A continuación, Natasha se encuentra en el apartamento de un geólogo sin hijos, Yevgeny Semyonovich (Rostislav Plyatt), quien, creyendo que fue abandonada, se mete en una disputa con su vecina (Tatyana Barysheva), quien reclama a la niña como suya. Mientras los vecinos discuten, Natasha, persiguiendo a un gato, desaparece del apartamento.
Su viaje continúa, y pronto la pareja sin hijos Lya (Faina Ranevskaya) y Muli (Pyotr Repnin) deciden que quieren adoptar a Natasha después de que ella escapa por poco de ser atropellada por un automóvil. A pesar de algunas reservas iniciales de su esposo, Lya lo tranquiliza preguntándole a Natasha: "Dime, pequeña, ¿qué quieres, que te arranquen la cabeza o ir a la casa de verano?" Sin embargo, Natasha nunca llega a la casa de verano, ya que se mezcla con una multitud de fanáticos del fútbol en la estación de tren y termina entregando flores a los atletas.
Mientras Natasha deambula por Moscú, varias personas, entre ellas Yura, su compañera de clase Nina y un investigador de personas desaparecidas llamado Sergeev (Ivan Lobyzovsky), la buscan. Al final del día, Sergeev trae a Natasha de vuelta a casa. Acostada en su cuna, Natasha le anuncia a su hermano: "¡Yura, ya me encontraron!" En la escena final de la película, su madre le canta a Natasha una canción de cuna mientras la sostiene en sus brazos: "En nuestra tierra alegre, / Aman a mi niña". Somnolienta, Natasha sugiere: "Mamá, perdámonos juntos mañana".

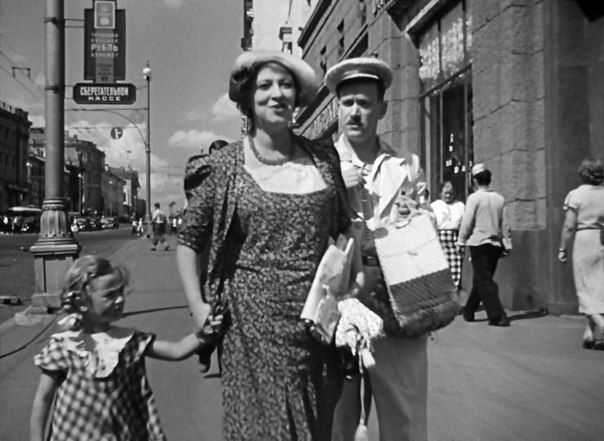
Filmado en película

## Reparto
- Veronika Lebedeva como Natasha
- Faína Ranévskaya como Lyalya
- Piotr Repnin como Mulya, el esposo de Lyalya.
- Rostislav Plyatt como soltero
- Rina Zelyonaya como Arisha, ama de llaves.
- Olga Zhiznyeva como Nelia Valeryanovna, madre de Natasha y Yura.
- Victor Gromov como el padre de Nina.
- Tatyana Barysheva como dentista
- Elya Bykovskaya como Nina, compañera de escuela de Yura (sin acreditar)
- Dima Glukhov como Yura, el hermano de Natasha (sin acreditar)
- Vitya Boyko como Alyosha, compañera de escuela de Yura (sin acreditar)
- Andréi Starostin como cameo, jugador de fútbol americano (sin acreditar)
- Stanislaus Leyta como cameo, jugador de fútbol americano (sin acreditar)
- Nikolay Arsky como jefe de la milicia (sin acreditar)
- Ivan Lobyzovsky como Sergeev, miembro del grupo de búsqueda (sin acreditar)
- Lev Anninsky como niño del jardín de infantes (sin acreditar)
- Anatoli Papanov como pasador (sin acreditar)
- Fyodor Odinokov como pasador (sin acreditar)
- Oleg Basilashvili como el chico de la bicicleta (sin acreditar)

## Historia
Durante los años de la Gran Guerra Patria, el negativo de la película fue destruido durante el bombardeo, pero se encontró una copia positiva conservada en el Fondo Cinematográfico del Estado de la Unión Soviética.